# Église Notre-Dame-de-la-Paix de Suresnes
Pour les articles homonymes, voir église Notre-Dame-de-la-Paix.
L’église Notre-Dame-de-la-Paix de Suresnes est une église située place de la Paix à Suresnes, dans le département français des Hauts-de-Seine, au sein de la cité-jardin.

## Description
Dotée d'une structure en béton couverte de caissons de ciment armé, elle est de style semi-oriental avec des briques multicolores, des carreaux vernissés et des vitraux où dominent le rouge et le bleu. D'aspect austère, à cause de son inachèvement, elle compte trois vaisseaux,.

## Historique

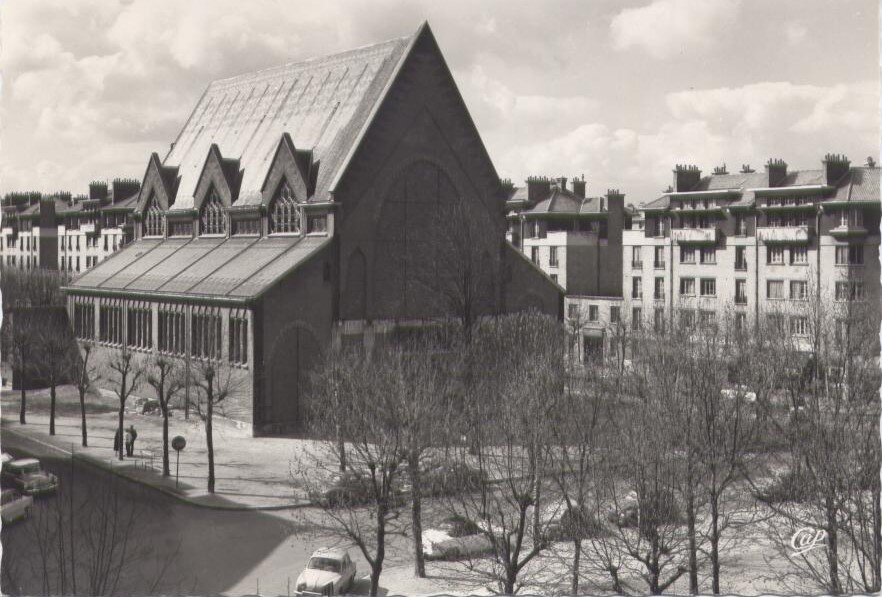
Photo de 1965.

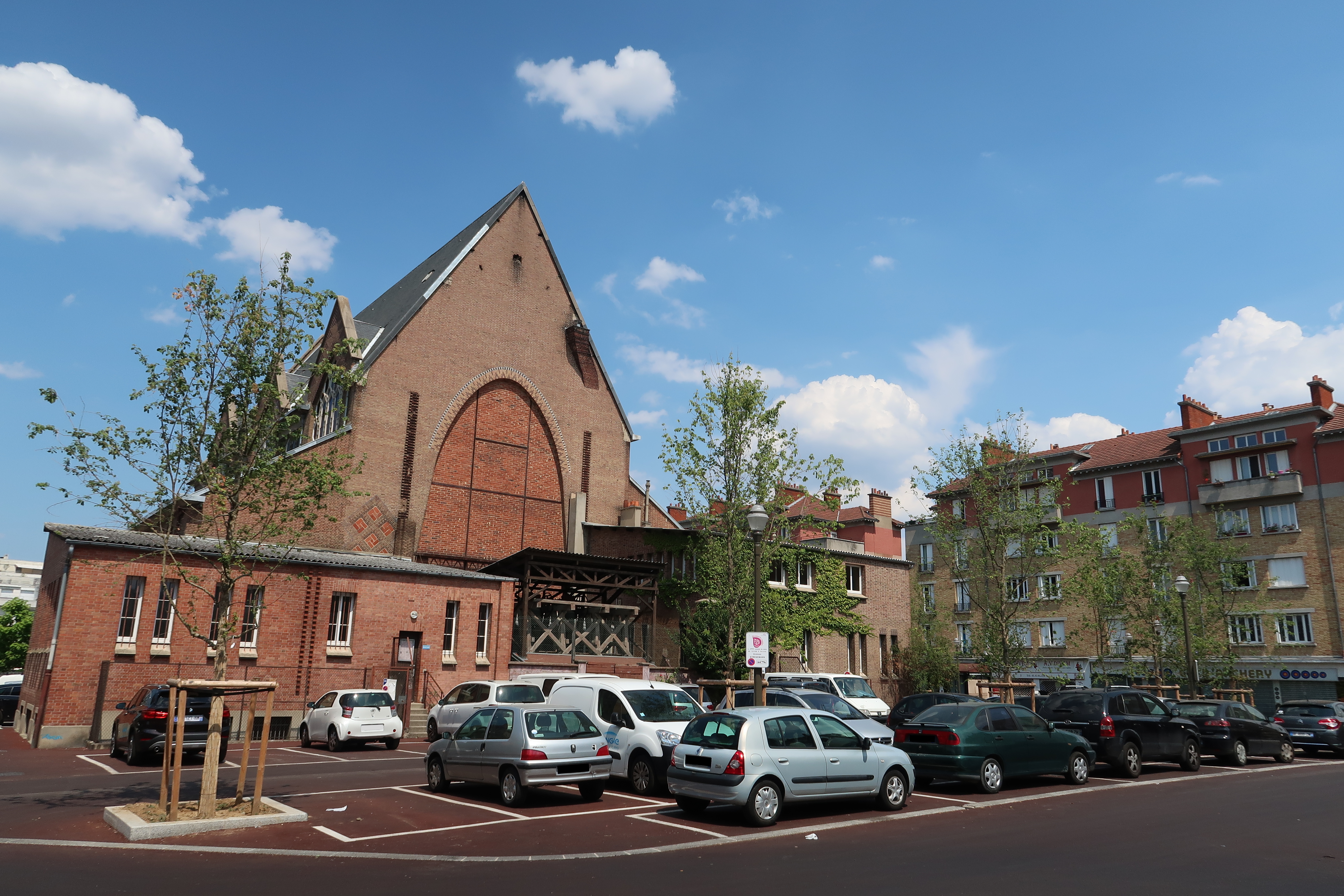
Arrière de l'église.

La cité-jardin de Suresnes est un quartier créé ex nihilo à partir de 1921 sur le plateau sud de la ville de Suresnes, un site jusque là peu urbanisé.
L'année suivante, un terrain est offert par l'Office public des habitations à bon marché (OPHBM) à l'archidiocèse de Paris. En effet, le maire de Suresnes et président de l'OPHBM Henri Sellier souhaitait qu'un lieu de culte catholique soit érigée au centre de la cité-jardin, projet dont il était à l'initiative. Par ailleurs, cette église s'insère dans le programme de construction de cent nouvelles églises franciliennes, dit « chantiers du cardinal Verdier », à une époque où la banlieue de la Seine s'urbanise fortement. Menés par l'architecte Dom Bellot, les travaux commencent en 1932.
Le nom de l'église, dédié à la paix, rejoint les préoccupations pacifistes de l'entre-deux-guerres, époque marquée par le souvenir du premier conflit mondial et les tensions internationales des années 1930. Des pèlerinages y ont ainsi lieu plusieurs années afin de prier pour la paix, comme le dimanche 3 juillet 1938.
Les travaux se déroulent grâce à l'aide financière de la famille Agache, originaire du Nord. La première pierre est posée le 17 avril 1932 par le cardinal Verdier. L'église est consacrée le 15 avril 1934, alors que seul le grand vaisseau est achevé. Initialement, un clocher octogonal de 47,50 mètres était prévu, mais il ne fut pas construit, de même que le chœur et sa chapelle d'axe, le déambulatoire, la crypte et une façade travaillée, faute de fonds suffisants, ce qui donne un aspect inachevé à l'église,. En novembre 1944, les cloches de la chapelle Notre-Dame-de-la-Salette de Suresnes voisine sont transférées à l'église Notre-Dame-de-la-Paix, dans le clocher arrière ; la plus petite lui fut rendue par la suite,.
En 1945, une statue de Marie-Reine-de-la-Paix y est installée. En 1960, une salle et un oratoire à l'étage supérieur sont construits à la droite du clocher ; à sa gauche, une sacristie surmontée d'un presbytère voient le jour en 1965 (jusque là, le curé devait loger à Notre-Dame-de-la-Salette). En 1972, le parvis est agrandi, alors que des vitraux sont ajoutés sur la façade, où une statue de Marie-à-l'Enfant est placée en 1975.
Les religieuses des Petites Sœurs de l'Assomption jouèrent un important rôle social dans la paroisse durant la seconde moitié du XXe siècle. Arrivées en 1943 et logeant rue Raymond-Cosson, elles s'investirent comme infirmières et aidèrent des mères de familles et des personnes âgées, avant de quitter Suresnes en 1999 faute de vocations.
En 2016, le parvis est agrandi et réaménagé (création d'un parking souterrain, plantation d'arbres).

## Paroisse
Depuis janvier 2010, la commune de Suresnes fait partie du doyenné du Mont-Valérien, l'un des neuf doyennés du diocèse de Nanterre.

## Annexe